# O căsnicie periclitată
O căsnicie periclitată (titlu original: Rock the House) este un film american de televiziune dramatic de comedie de familie din 2011 regizat de Ernie Barbarash. Rolurile principale au fost interpretate de actorii Jack Coleman și Micah Alberti.

## Distribuție
- Jack Coleman - Max Peterson
- Micah Alberti - Ryan
- Helen Slater - Diane
- Zane Huett - Tommy
- Bay Dariz - Tyler
- Dmitri Schuyler-Linch - Jaime